# St. Ulrich und Afra (Füssen)

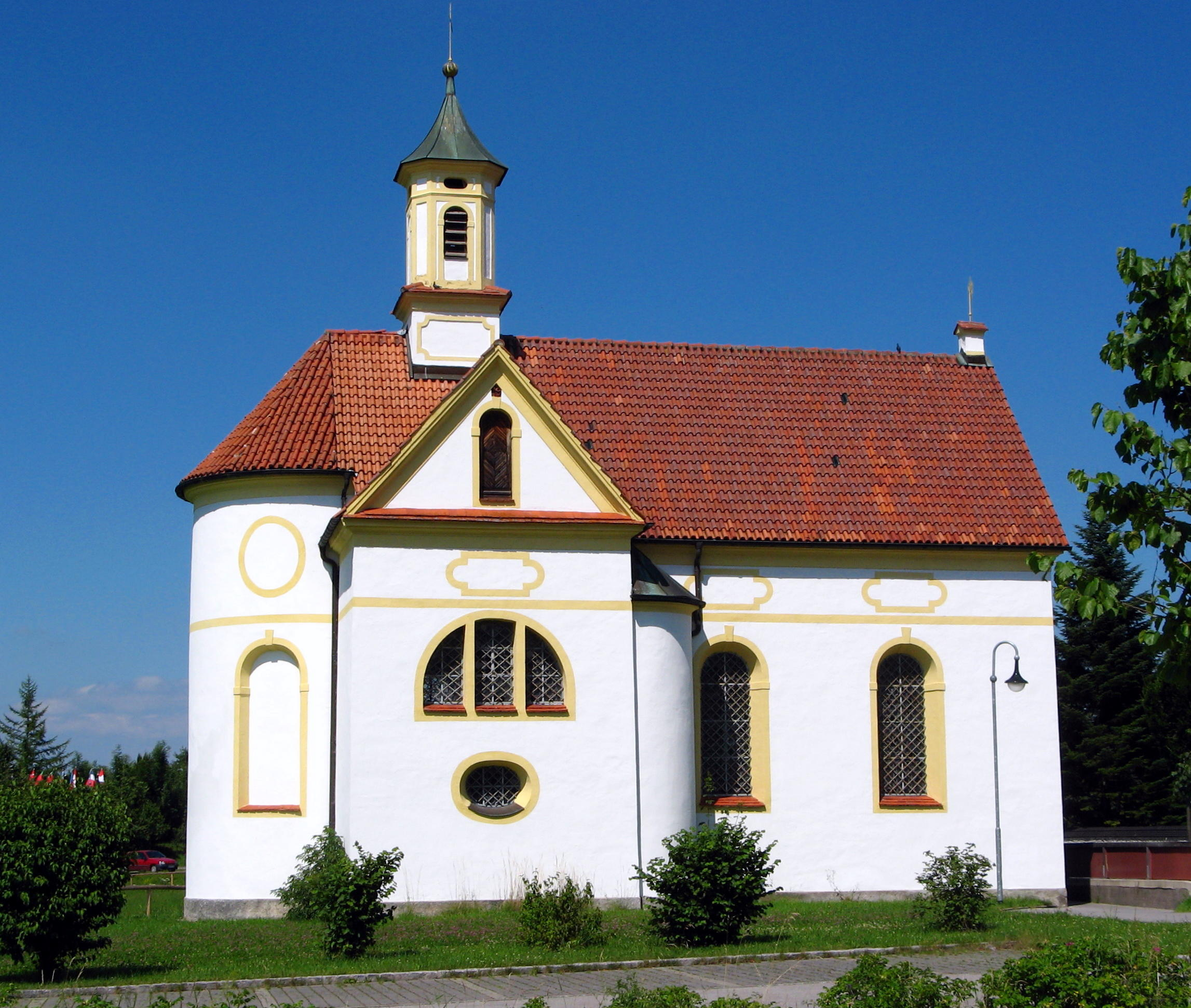
Feldkirche St. Ulrich und Afra

St. Ulrich und Afra, auch einfach Feldkirche genannt, ist eine römisch-katholische Filialkirche in Füssen, einer Stadt in Bayern.

## Lage
Die Kirche liegt gut einen Kilometer nördlich der Altstadt an der Westseite der Augsburger Straße, die auf dem westlichen Lechhochufer über dem Füssener Stadtteil Weidach als Ausfallstraße und Teil der Bundesstraße 16 Richtung Norden führt. Auf der gegenüberliegenden Straßenseite liegt ebenfalls auf dem Hochufer der Waldfriedhof, dessen Haupteingang und Aussegnungshalle sich in Sichtlinie zur Feldkirche befinden. Die Adresse der Feldkirche ist Augsburger Straße 49.

## Geschichte
Eine erste Feldkirche nahe dem heutigen Standort wurde vermutlich im frühen Hochmittelalter errichtet. Nach dem Sieg über die Ungarn in der Schlacht auf dem Lechfeld wurden zahlreiche Kirchen zu Ehren der hl. Afra errichtet, die man als Schutzpatronin des Bistums Augsburg und Helferin in der Schlacht verehrte. Von den St.-Afra-Feldkirchen im Bistum Augsburg existiert heute neben der Füssener nur noch St. Afra im Felde südlich von Friedberg, deren barocker Neubau vielleicht auch Vorbild für die Füssener Feldkirche war. Im späten Mittelalter wurde die Feldkirche an ihren heutigen Standort an der Fernstraße verlegt. Erstmals schriftlich erwähnt wird die Kirche 1504.
Im Dreißigjährigen Krieg wurde die Kirche schwer beschädigt und verfiel in der Folgezeit. In den Jahren 1724/1725 wurde sie nach Plänen von Johann Georg Fischer und mit dem Patrozinium St. Ulrich und Afra neu errichtet. Grundsteinlegung war am 11. Juli 1724. Die Kirchweihe nahm am 13. Oktober 1725 Weihbischof Johann Jacob von Mayr vor. Von 1925 bis 1929 wurde auf der gegenüberliegenden Straßenseite der Waldfriedhof angelegt.
Die Feldkirche gehört heute zur Pfarreiengemeinschaft Füssen im Dekanat Marktoberdorf des Bistums Augsburg. Sie ist meist nicht öffentlich zugänglich und wird hauptsächlich für Begräbnisgottesdienste genutzt, soweit diese nicht in der Aussegnungshalle des Waldfriedhofs stattfinden. Am Patroziniumstag des heiligen Ulrich am 4. Juli wird eine heilige Messe in der Feldkirche gefeiert.

## Architektur
Der Saalbau mit Satteldach besitzt ein geschwungenes Zeltdach über dem Chor sowie Blendgliederungen. Die östliche Eingangsfront ist mit einem achteckigen Dachreiter versehen. An der Südseite ist die Sakristei mit halbrunder Treppe angebaut.

## Ausstattung

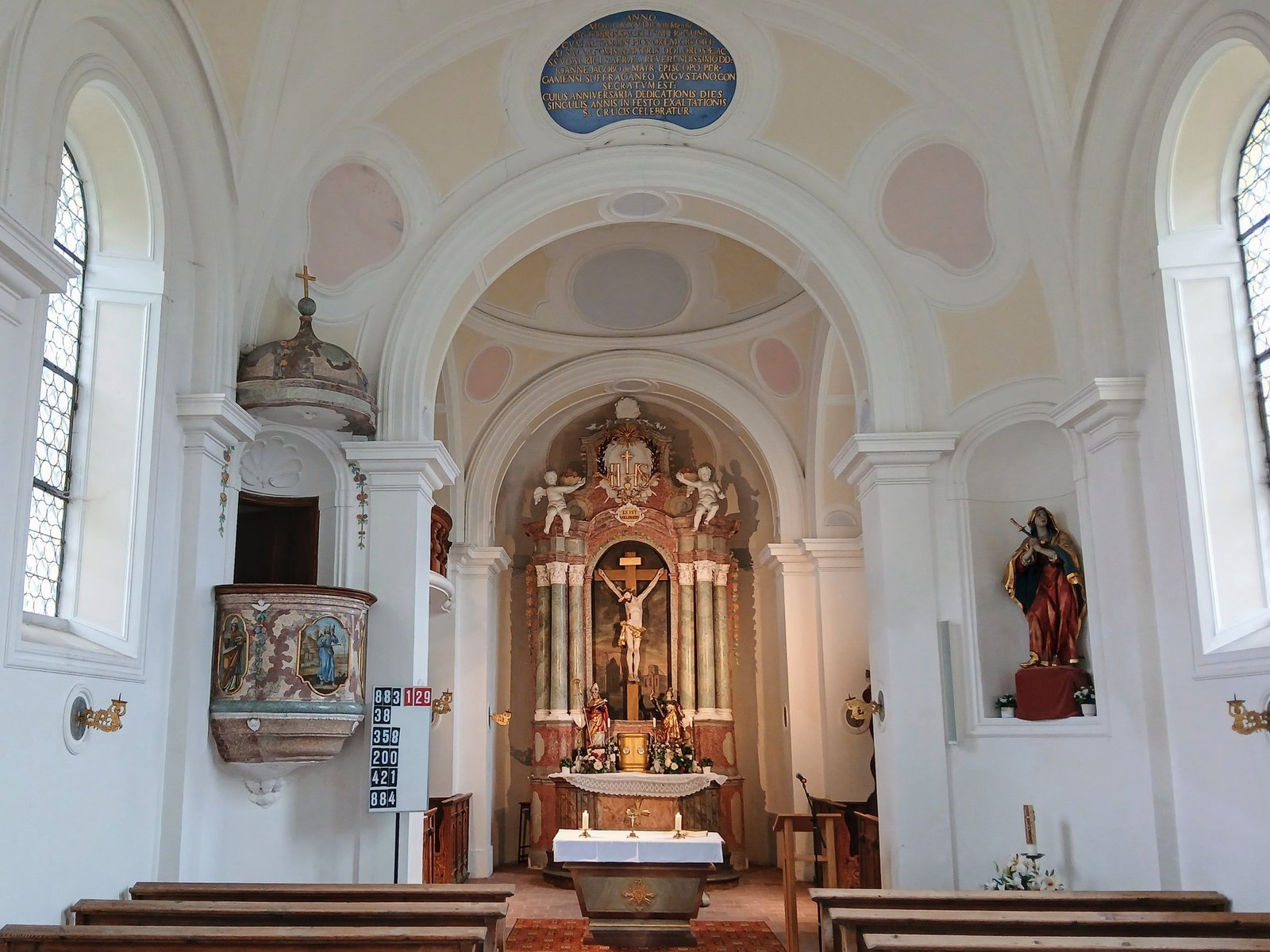
Innenansicht

Der Hochaltar und die Kanzel werden Joseph Fischer zugeschrieben (1725). Das Altarkruzifix und die Nischenfigur einer Schmerzensmutter stammen aus dem Umfeld von Anton Sturm (1725). Das Chorgestühl ähnelt dem Chorgestühl der Kirche St. Mang (1724/1725).